# Ортодромия

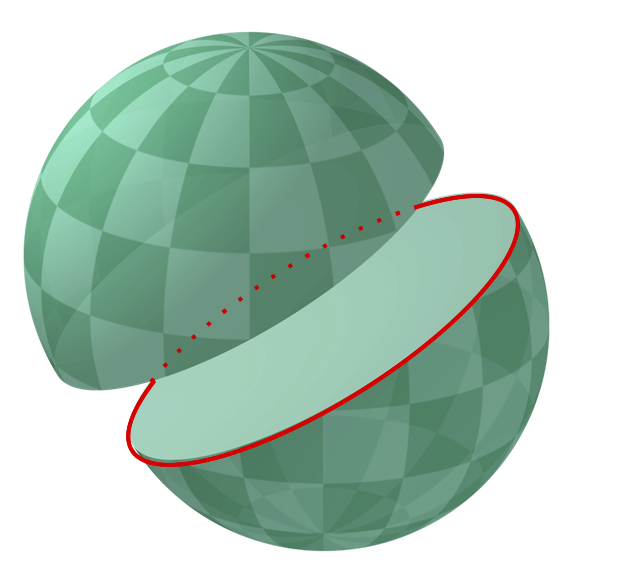
Ортодрома делит сферу на две полусферы

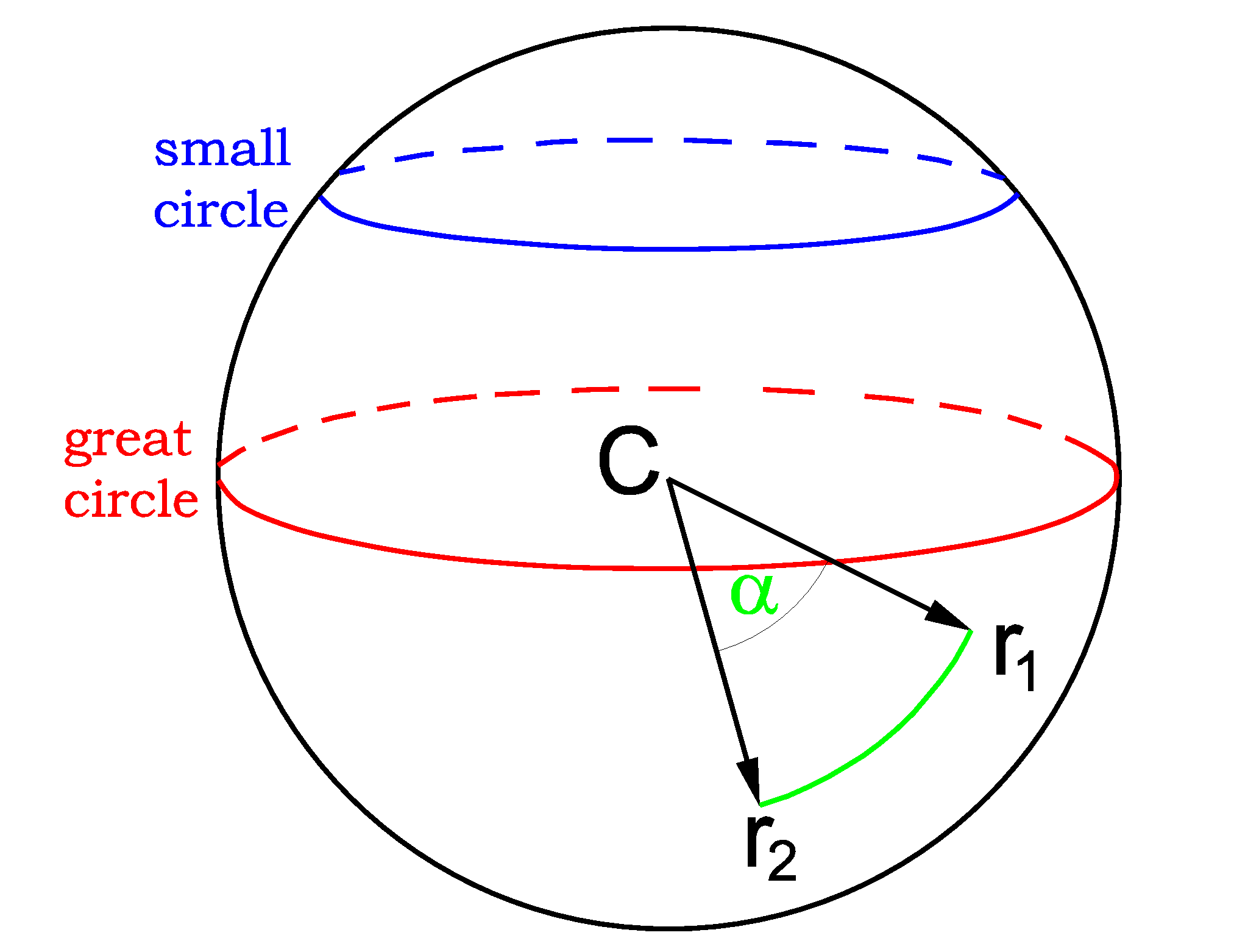

Ортодро́мия, ортодро́ма (от др.-греч. «ὀρθός» — «прямой» и «δρόμος» — «бег», «путь») в геометрии — кратчайшая линия между двумя точками на поверхности вращения, частный случай геодезической линии.
В картографии и навигации ортодромия — название кратчайшего расстояния между двумя точками на поверхности Земли. В судо- и самолётовождении, где Земля принимается за шар, ортодромия представляет собой дугу большого круга. Через две точки на земной поверхности, расположенные не на противоположных концах одного диаметра Земли, можно провести только одну ортодромию.
Частными случаями ортодромии являются меридианы и единственная параллель — экватор. Ортодромия, в отличие от локсодромии, может пересекать меридианы под разными углами.

## На картах
В большинстве картографических проекций ортодромии изображаются кривыми линиями (за исключением, быть может, меридианов и экватора). Это неудобно для прокладки кратчайших маршрутов. В гномонической проекции все ортодромии изображены прямыми линиями.
Ортодромия на картах в проекции Меркатора, если она не совпадает с меридианом или экватором, — это кривая, обращённая выпуклостью к ближайшему полюсу.

## Расчёт ортодромии
Длина, угловая длина, начальный и конечный азимуты, широты промежуточных точек ортодромии рассчитываются по следующим формулам (выводятся с помощью соотношений сферической тригонометрии).
Угловая длина ортодромии: {\displaystyle \delta =\arccos(\sin \varphi _{1}\cdot \sin \varphi _{2}+\cos \varphi _{1}\cdot \cos \varphi _{2}\cdot \cos(\lambda _{2}-\lambda _{1})).}
Длина ортодромии: {\displaystyle D=l\cdot \delta .}
Начальный азимут: {\displaystyle \alpha _{1}=\operatorname {arcctg} \left({\frac {\cos \varphi _{1}\operatorname {tg} \varphi _{2}}{\sin(\lambda _{2}-\lambda _{1})}}-{\frac {\sin \varphi _{1}}{\operatorname {tg} (\lambda _{2}-\lambda _{1})}}\right).}
Другая формула, удобная для компьютерных вычислений:
{\displaystyle \alpha _{1}={\frac {\pi }{2}}-\operatorname {arctg} {\frac {\cos \varphi _{1}\operatorname {tg} \varphi _{2}-\sin \varphi _{1}\cos(\lambda _{2}-\lambda _{1})}{\sin(\lambda _{2}-\lambda _{1})}}.}
Удобство в том, что можно воспользоваться стандартной функцией {\displaystyle \operatorname {atan2} }, автоматически учитывающей знаки разностей широт и долгот:
{\displaystyle \alpha _{1}={\frac {\pi }{2}}-\operatorname {atan2} \left[\cos \varphi _{1}\operatorname {tg} \varphi _{2}-\sin \varphi _{1}\cos(\lambda _{2}-\lambda _{1}),\sin(\lambda _{2}-\lambda _{1})\right].}
Конечный азимут: {\displaystyle \alpha _{2}=\operatorname {arcctg} \left({\frac {\sin \varphi _{2}}{\operatorname {tg} (\lambda _{2}-\lambda _{1})}}-{\frac {\cos \varphi _{2}\operatorname {tg} \varphi _{1}}{\sin(\lambda _{2}-\lambda _{1})}}\right).}
Широта промежуточной точки как функция долготы: {\displaystyle \varphi =\operatorname {arctg} \left({\frac {\operatorname {tg} \varphi _{1}\cdot \sin(\lambda _{2}-\lambda )}{\sin(\lambda _{2}-\lambda _{1})}}+{\frac {\operatorname {tg} \varphi _{2}\cdot \sin(\lambda -\lambda _{1})}{\sin(\lambda _{2}-\lambda _{1})}}\right).}
Обозначения:
δ — угловая длина ортодромии,
D — длина ортодромии,
{\displaystyle \varphi _{1}} и {\displaystyle \lambda _{1}} — широта и долгота точки отбытия,
{\displaystyle \varphi _{2}} и {\displaystyle \lambda _{2}} — широта и долгота точки прибытия,
{\displaystyle \varphi } и {\displaystyle \lambda }— широта и долгота промежуточной точки на ортодромии,
l — длина дуги 1° меридиана (на Земле l=111,1 км). Формулы приведены без учёта полярного сжатия. В случае расчётов в радианах, а не в градусах, l заменяется на радиус Земли (который равен длине дуги в 1 радиан на поверхности Земли).